# جورج تیلور (بازیکن فوتبال، زاده ۱۹۱۵)
جورج تیلور (انگلیسی: George Taylor؛ ۹ ژوئن ۱۹۱۵ – ۱۹۸۲ (۶۶−۶۷ سال)) بازیکن فوتبال اهل بریتانیا بود.
از باشگاه‌هایی که در آن بازی کرده‌است می‌توان به باشگاه فوتبال آبردین و باشگاه فوتبال پلیموث آرگیل اشاره کرد.